# Naturschutzgebiet (Österreich)
Das Naturschutzgebiet (NSG) ist eine in Österreich auf Landesebene verankerte Form der Schutzgebiete in Natur- und Landschaftsschutz.
Der Typus findet sich in allen Bundesländern, es gibt insgesamt über 440 Naturschutzgebiete.

## Intention und Rechtsgrundlage
Die Naturschutzgebiete stellen auf Landesebene mit die stärkste großräumige Schutzgebietskategorie dar. Die Definitionen sind in jedem Bundesland leicht abweichend, gemeinsam ist ihnen Kriterien im Sinne:
1. völlige oder weit gehende Ursprünglichkeit, Naturnähe, oder einen intakten Landschaftshaushalt
2. seltene, gefährdete oder charakteristische Tier- oder Pflanzenarten, Pflanzengesellschaften oder Lebensgemeinschaften von Tieren oder Pflanzen, oder Reichtum an Naturdenkmalen
3. sind von besonderem wissenschaftlich-ökologischen Interesse

Im Naturschutzgebiet ist jeder Eingriff in die Natur untersagt, ausgenommen etwa Pflege- und Entwicklungsmaßnahmen, und auch andere Nutzungen, vorausgesetzt immer, dass sie zu keiner wesentlichen Beeinträchtigung des Schutzzweckes führen – in einigen Landesgesetzen findet sich auch ex lege ein Passus zu Ausnahmen bezüglich der Sicherheit von Menschen oder zur Abwehr der Gefahr bedeutender Sachschäden, was die Strenge der Unterschutzstellung insgesamt unterhalb die der Nationalpark- und Welterbe-Kernzonen und der meisten Europaschutzgebiete stellt. Meist können im Sinne einer Pufferzone auch Randbereiche mitunterschutzgestellt werden, das Naturschutzgebiet spielt auch als Erholungsraum eine Rolle. Daneben sind auch Bildung und Forschung ein Anliegen, bedingt auch Regionalentwicklung. Auch land- und forstwirtschaftliche Nutzungen, sowie Jagd, sind in gewissem Umfang gestattet.
Die Erklärung des Schutzes erfolgt durch Einzelverordnung der Landesregierung.

## Rechtliche Bestimmungen der Landes-Naturschutzgesetze
- Burgenland: § 21 Burgenländisches Naturschutz- und Landschaftspflegegesetz (NG 1990)[4] bestimmt Art und Schutzbestimmungen (§ 21a) des Naturschutzgebietes. Abweichend zu meisten anderen Bundesländern setzt das Burgenland allgemeine strenge Kriterien an den Umwelt- und Landschaftsschutz (II. Abschnitt NG). Wie Niederösterreich und Vorarlberg gibt es „seltene oder wissenschaftlich interessante Mineralien und Fossilien“ als eigenständige Kategorie (§ 21 (1)d).
Das Burgenland  bestimmt 28 Naturschutzgebiete[5] → Liste der Naturschutzgebiete im Burgenland
- Kärnten: Das Naturschutzgebiet ist im § 23 Kärntner Naturschutzgesetz 2002 (K-NSG 2002)[6] geregelt, die Schutzbestimmungen im § 24.[2] Wie im Burgenland besteht in Kärnten ein allgemein starker landesweit geltender Schutz der Landschaft, ohne ausdrückliche Auszeichnung als Schutzgebiet (Ex-Lege-Biotope, Abschnitt II K-NSG, insb. §§ 5–8).
In Kärnten gibt es 40 Naturschutzgebiete[7] → Liste der Naturschutzgebiete in Kärnten
- Niederösterreich: § 11 NÖ Naturschutzgesetz 2000[8] gibt Naturschutzgebiete als „im Grünland“ liegend, und gibt als spezielles Kriterium auch „gehäuftes Vorkommen seltener oder wissenschaftlich interessanter Mineralien oder Fossilien oder erdgeschichtlich interessante Erscheinungen“ (Abs. 1. Z. 3)
Es gibt in Niederösterreich 68 NSG, von denen 11 die Kernzone eines Biosphärenparks bilden, und eines, der Rothwald, Österreichs einziges Strenges Naturreservat nach IUCN darstellt. Die Naturschutzgebietsfläche bleibt aber unter 1 % der Landesfläche[9] → Liste der Naturschutzgebiete in Niederösterreich
- Oberösterreich: Naturschutzgebiete sind eine der drei unterschiedlichen (nationalen) Schutzgebietskategorien, neben Landschaftsschutzgebiete und Geschützte Landschaftsteile (Naturparke sind eine Sonderform eines Landschaftsschutzgebietes). Basis ist § 25 Oö. Natur- und Landschaftsschutzgesetz2001.[10]
Es gibt derzeit  109 Naturschutzgebiete, sie stellen sowohl hinsichtlich ihrer Anzahl als auch der Fläche den größten Anteil der landesrechtlichen Schutzgebiete dar, die insgesamt etwa 2,1 % der Landesfläche ausmachen[11] → Liste der Naturschutzgebiete in Oberösterreich
- Salzburg: Naturschutzgebiete sind immer „Gebiete außerhalb geschlossener Ortschaften“, daneben gibt es zahlreiche andere Schutzgebietstypen. Rechtsgrundlage sind die §§ 19 bis 21 Salzburger Naturschutzgesetz 1999[12] und diverse Naturschutzgebiets-Verordnungen.
Es gibt 28 Naturschutzgebiete in Stadt und Land Salzburg.[13]   → Liste der Naturschutzgebiete im Land Salzburg
- Steiermark: Der § 5 Abs. 1 Steiermärkisches Naturschutzgesetz 1976[14] klärte den Begriff, Abs. 2 führt dann drei ausdrückliche Naturformen an, lit. a) „alpine Landschaften, Berg, See und Flußlandschaften;“ b) „Urwaldreste, Moore, anmoorige Flächen oder Sümpfe;“ und c) „Standorte und abgegrenzte Lebensräume von schutzwürdigen oder gefährdeten Pflanzen oder Tierarten (Pflanzen oder Tierschutzgebiete)“. Dabei stehen lit.a-Gebiete unter Landesschutz, lit.b- und lit.c-Gebiete sind entweder in Kompetenz des Landes (bei Europaschutzgebieten), oder der Bezirksverwaltungsbehörde.[15]
Dabei gibt es insgesamt 123 Steiermärkische Naturschutzgebiete (19 lit.a., 8 lit.b., 96 lit.c.)[16]   → Liste der Naturschutzgebiete in der Steiermark
- Tirol: Der § 21 Tiroler Naturschutzgesetz 2005[17] regelt die Schutzkategorie sehr detailliert und geht einzeln auf Verbote und Ausnahmen der Nutzung ein.
Die 22 Naturschutzgebiete Tirols machen in der Anzahl etwa 25 % der Flächenschutze (81 Gebiete) und ein Fünftel der Schutzflächen aus. 3 der Gebiete sind grenzübergreifend zu Bayern[18][19]  → Liste der Naturschutzgebiete in Tirol

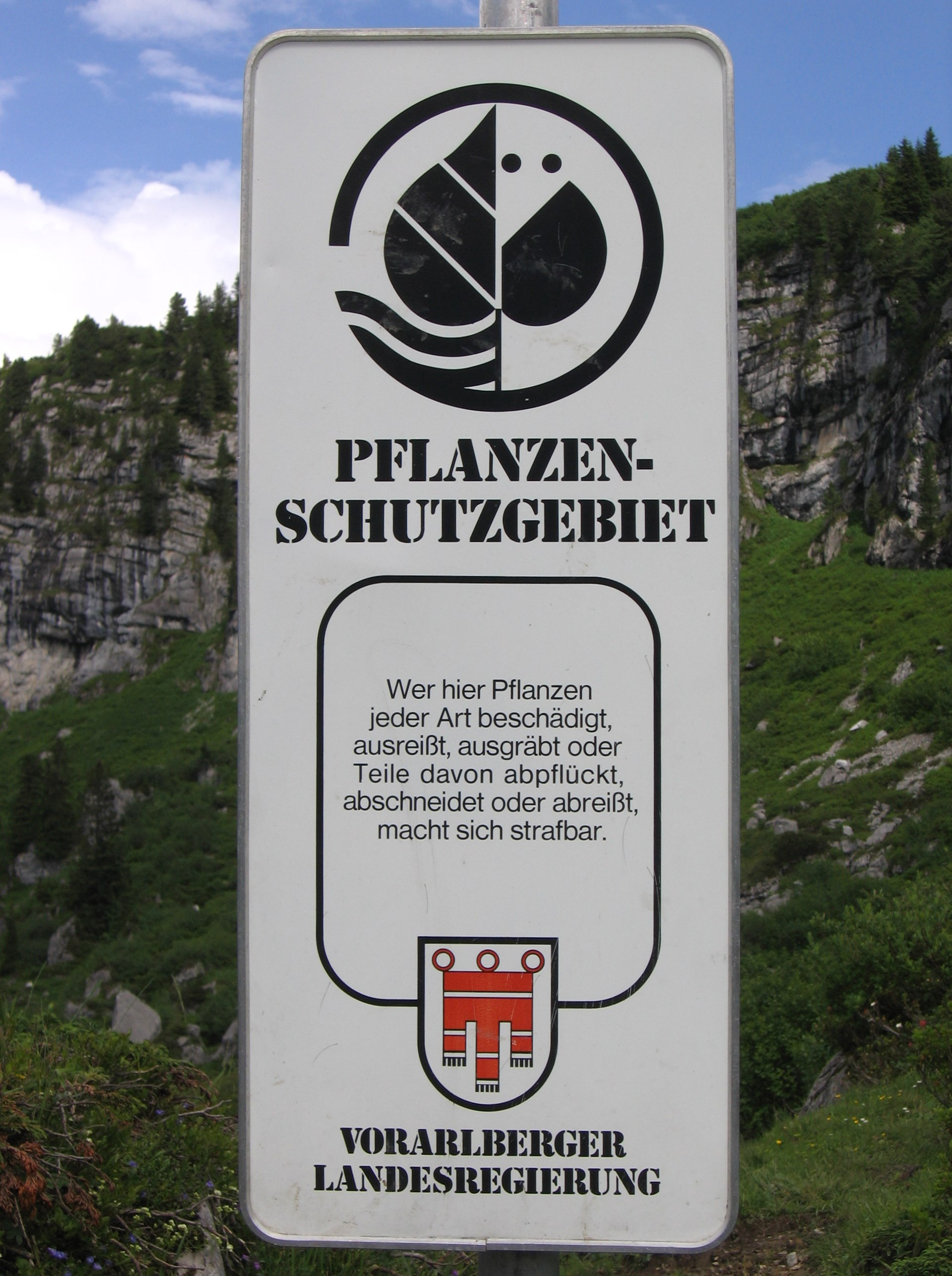
Vorarlberg: Hinweisschild „Pflanzenschutzgebiet“

- Vorarlberg: Das Gesetz über Naturschutz- und Landschaftsentwicklung[20] nennt als einziges der Landesgesetze den Begriff nicht, sondern spricht im § 26 von Schutzgebiet. Diese werden dann seitens der Verwaltung – neben anderen Formen – als Naturschutzgebiet ausgewiesen. Zu Kriterien gehört über den Standard hinaus insbesondere auch den Schutz eines Gebiets, das „seltene oder wissenschaftlich interessante Mineralien oder Fossilien enthält“ (Abs. 1d).
Vorarlberg kennt 23 Naturschutzgebiete[21][22]
- Wien: Der Typus ist nach § 23. (1) Wiener Naturschutzgesetz[23] definiert.
Die 2 Naturschutzgebiete Wiens sind: Lainzer Tiergarten und Lobau[24]   → Liste von Naturschutzgebieten und Naturschutzobjekten in Wien

## Übersicht über die Naturschutzgebiete Österreichs
| Land                 | Anz.    | Anz.    | Fl.      | Fl.      | % d. LFl. | % d. LFl. | % Fl. d. SFl. | % Fl. d. SFl. |
|                      | 1998    | 2010    | 1998     | 2010     | 1998      | 2010      | 1998          | 2010 (1)      |
| -------------------- | ------- | ------- | -------- | -------- | --------- | --------- | ------------- | ------------- |
| Burgenland           | 27      | 28      | 5,43     |          | 0,1       |           |               |               |
| Kärnten              | 37      | 40      | 135,27   |          | 1,4       |           |               |               |
| Niederösterreich (f) | 44      | 68      | 55,66    | 133,00   | 0,3       | 0,7       |               |               |
| Oberösterreich (f)   | 71      | 109     | 87,55    |          | 0,7       | 2,1       |               |               |
| Salzburg             | 21      | 28      | 363,58   | 367,48   | 5,1       | 5,1       |               | 16,1          |
| Steiermark (f)       | 112     | 123     | 1.276,19 |          | 7,9       |           |               |               |
| Tirol                | 17      | 22      | 710,23   | 746,62   | 5,6       | 5,9       |               | 23,1          |
| Vorarlberg           | 23      | 23      | 131,18   |          | 5,0       |           |               |               |
| Wien                 | 2       | 2       | 43,51    | 43,51    | 10,5      | 10,5      |               | 34,0          |
| Österreich           | 354 (1) | 443 (1) | 2.809,60 | 2.992,00 | 3,4       | 3,6       | 13,1          |               |

- Anz. … Anzahl der Naturschutzgebiete (NSG)
- Fl. … unterschutzgestellte Fläche in km², insg. ohne Überschneidungen mehrerer Schutzgebietskategorien für ein Areal
- % d. LFl. … Prozent der Landesfläche, vgl. Tab. hier
- % Fl. d. SFl. … Prozentanteil der NSG an der unterschutzgestellte Fläche des Landes (mit Überschneidungen herausgerechnet), siehe hier

(f) Flächenangaben 1998 z. T. fehlend
(s) Stand: 6/2010; Österreich Ende 2009; Wien teils 2005 ohne wesentliche Änderung
(1) errechnet Wikipedia